# Bolivar-tövishátúsáska
A Bolivar-tövishátúsáska (Tetrix bolivari) a tövishátúsáska-félék családjába tartozó, Eurázsiában honos sáskafaj.

## Megjelenése
A Bolivar-tövishátúsáska testhossza a hím esetében 10-12 mm, a nőstény 10-14 mm (a közép-európai példányok kisebbek a Mediterráneumban élőknél). Vaskos alkatú, a többi tövishátúsáskánál némileg nagyobb faj. Alapszíne változatos, barnás, okkerszín vagy szürkés is lehet, elszórt sötétebb vagy világosabb, néha halványzöld vagy halványnarancs foltokkal. Színesebb a közönséges tövishátúsáskánál, de elmarad délnyugati tövishátúsáska élénkebb színezetétől. Csápjai hosszúak és karcsúak, végük csak kissé sötétebb. A leghosszabb csápíz kb. 3,3-szor hosszabb a szélességénél. Fentről nézve a szemek közötti távolság legalább 1,3-szorosa a szem szélességének. A torpajzs hátsó nyúlványa jóval túlnyúlik a potrohvégen, de a hátsó szárnyak valamivel még annál is hosszabbak. A homlok és a torpajzs középvonalában egy kiálló él, a torpajzs oldalán általában egy hosszúkás kitüremkedés látható. A hátsó comb felső éle a térd előtt kifelé hajlik, nem egyenes.
Nem ad ki hangot.

### Hasonló fajok
A közönséges tövishátúsáska és a délnyugati tövishátúsáska hasonlít rá. 

## Elterjedése
Európában és Nyugat-Ázsiában honos. Elterjedési területe nyugati és keleti részre osztott, amelyeket Svájc és Olaszország területe választ szét. Nyugat-Európában Spanyolországban és szinte az egész Franciaországban megtalálható; keleten Északkelet-Olaszországtól a Kárpát-medencén, a Balkánon és Törökországig át Közép-Ázsiáig terjed. Magyarországon viszonylag ritka, inkább az Alföldön fordul elő.

## Életmódja
A nedves és meleg élőhelyeket kedveli, ahol csupasz, növényzetmentes talajfelületeket is talál. Iszapos, időszakosan elárasztott tópartok, homok- és kavicspados folyópartok, lápréti földutak, nedves kaszálók lakója. Növényevő.
Évente két nemzedéke figyelhető meg. Az áttelelő imágók már március végén előbújnak, de legnagyobb számban április közepétől június elejéig figyelhetők meg. Szaporodás után jórészt elpusztulnak. A nőstények a nedves talajba rakják petéiket. A kikelő lárvák augusztusra fejlődnek imágókká, amelyek októberig láthatók, majd telelőhelyükre bújnak. 
Magyarországon nem védett.